# Cher (album)
Pour les articles homonymes, voir Cher.
Albums de Cher
I Paralyze
(1982) Heart of Stone
(1989)
Cher, aussi intitulé officieusement Cher 1987 pour éviter toute confusion avec des précédents albums simplement intitulés Cher, est un album publié par Cher le 10 novembre 1987 aux États-Unis sur le label Geffen. Cet album s'est classé n°32 du Billboard 200 le 7 mai 1988 mais n'a toujours pas obtenu de certification officielle par la RIAA.

## Titres
- I Found Someone (Michael Bolton/Mark Mangold), produit par Michael Bolton
- We All Sleep Alone (Jon Bon Jovi/Richie Sambora/Desmond Child), produit par Jon Bon Jovi, Richie Sambora et Desmond Child
- Bang-Bang (Sonny Bono), produit par Jon Bon Jovi, Richie Sambora et Desmond Child
- Main Man (Desmond Child), produit par Desmond Child
- Give our Love a Fightin’ Chance (Desmond Child/Diane Warren), produit par Desmond Child
- Perfection (Desmond Child/Diane Warren), produit par Desmond Child
- Dangerous Times (Susan Pomerantz/Roger Bruno/Ellen Schwartz), produit par Peter Asher
- Skin Deep (Jon Lind/Mark Goldenberg), produit par Jon Lind
- Working Girl (Desmond Child/Michael Bolton), produit par Desmond Child
- (It’s Been) Hard Enough Getting over you (Michael Bolton/Doug James), produit par Michael Bolton

## Musiciens
- Batterie : Chris Parker, Tico Torres, Jerry Marotta, Jimmy Bralower, Carlos Vega, Craig Krampf, Albhy Galuten (en)
- Basse : Will Lee, Alec John Such, Seth Glassman, John Siegler, Tony Levin, Larry Klein, Jimmy Haslip
- Guitare : Steve Lukather, John McCurry, Richie Sambora, John Putnam, Mike Landau, Waddy Wachtel, Bob Mann, Michael Thompson, Ira Siegel
- Claviers & synthétiseurs : Jeff Bova, Phil Ashley, Doug Katsoros, David Bryan, Chuck Kentis, Holly Knight, Bette Sussman, Gregg Mangiafico, Bill Payne, Mark Morgan, John Van Tongeren
- Chœurs : Patty Darcy, Louis Merlino, Bernie Shanahan, Joe Lynn Turner, Desmond Child, Holly Knight, Jon Bon Jovi, Richie Sambora, Nancy Nash, Myriam Valle, Diana Grasselli, Michael Bolton, Dave Meniketti, Elaine Caswell, Bonnie Tyler, Vicki Sue Robinson, Maxine Waters, Julia Waters, Debra Dobkin